# 暹博县
暹博县，一译暹卜县，是柬埔寨上丁省下辖的一个县。
据1998年人口普查，此县共有10,235人。